# Orlando Luis Pardo Lazo
Orlando Luis Pardo Lazo (né le 10 décembre 1971 à La Havane) est un écrivain cubain, blogueur, journaliste et photographe. Il écrit des livres de science-fiction, est chroniqueur pour le journal cubain en ligne Diario de Cuba, El Nacional au Venezuela, et dirige le blog photo Boring Home Utopics et le blog Lunes de Post-Revolución (Lundi de l'après-révolution).